# Остров (окръг Кюстенджа)
Вижте пояснителната страница за други значения на Остров.
Остров е село в Румъния, Северна Добруджа, Окръг Констанца, административен център на Община Остров.
През османския период селото носи името Ада Карийеси. Става околийски център в окръг Констанца на Кралство Румъния и е такъв през 1919 г.
Селото не е остров въпреки името му. Разположено е на десния бряг на река Дунав, на 5 километра източно от Силистра. Отстои на 107 километра източно от Букурещ и на 101 километра западно от Констанца.
Северно от с. Остров по реката на протежение от 10-на километра, започвайки от Силистра, се проточват 6 острова, от които най-малкият е до западния край на селото. Само на 2 километра югоизточно от с. Остров се намира езерото Буджак с площ от 1434 хектара, което е място за зимуване на редица морски птици, включително редки като къдроглавите пеликани (Pelecanus crispus).
Населението на селото е от 2929 жители при преброяването през 2002 г. Етническият му състав се състои от румънци (98,2 %), турци (1,4 %), цигани (0,2 %) и др.
Село Остров разполага с речно пристанище. Развито е лозарството. Има гранично-пропускателен пункт на границата с България.
На 5 километра западно от селото, близо до българската граница, се намира крепостта Араб табия, която е била най-източното и значително звено от крепостната система на Силистра.